# 小环路

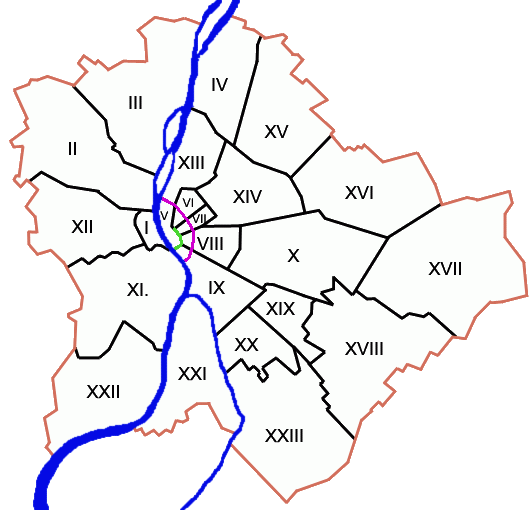
绿色为小环路

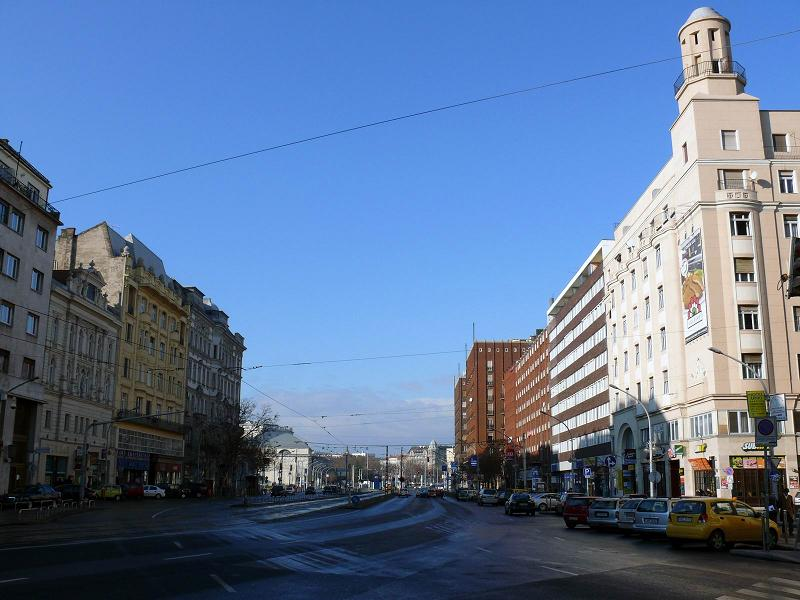

小环路（Kiskörút）实际上是口语化的名称，包括布达佩斯从北向南连续的三条街道：卡洛伊环路（Károly körút）、博物馆环路（Múzeum körút）和海关环路（Vámház körút）， 长1.5公里，形成了一个不完整的半圆。相对于大环路，小环路只在其南端触及多瑙河。小环路的宽度北部约为55米，南部收窄至27米。
小环路是布达佩斯第5区（佩斯最内层的区）的南部边界。
电车线在中间。小环路北起戴阿克·费伦茨广场，南到自由桥桥头的 Fővám 广场，中间在阿斯托里亚广场与拉科奇大街交汇，在加尔文广场与于罗伊街（Üllői út）交汇。戴阿克广场是三条地铁线路的交汇点，二号线与三号线都经过阿斯托里亚广场和加尔文广场，而四号线经过 Fővám 广场和加尔文广场。小环路中间为电车轨道。
小环路的主要景点为欧洲最大的犹太会堂，世界第二大犹太会堂烟草街会堂（浪漫主义，1859年）与犹太博物馆和犹太大屠杀纪念馆，匈牙利国家博物馆(古典主义, 1847)，和市场大厅(Nagyvásárcsarnok, 新哥特式，1896年）。
沿小环路有两个大学：罗兰大学艺术学院（1883），和前财经大学，今布达佩斯科维努斯大学（新文艺复兴风格，1874年）。沿小环路，旧城墙的遗迹仍然依稀可见（如在Ferenczy伊什特万街角），虽然现在大多已经隐藏在住宅楼的庭院。  